# 안나 헤이닝 베이츠
안나 헤이닝 베이츠(Anna Haining Bates, née Swan, 1846년 8월 6일 ~ 1888년 8월 5일)는 2.41m(7피트 11인치)의 큰 키로 유명한 캐나다인 여성이었다. 지금까지 가장 키가 큰 여성 중 한 명이었다. 부모는 평균 키였으며 스코틀랜드인 이민자였다.

## 어린 시절
안나 스완은 노바스코샤주 뉴아난의 밀브룩에서 태어났다. 출생 당시 몸무게는 16파운드(7.26kg)였다. 13명의 자녀 중 세 번째였으며, 나머지 아이들은 모두 평균 키였다. 태어날 때부터 매우 빠르게 성장했다. 안나의 어머니는 딸의 성장률이 "경이로울 정도"였다고 회상했다. 네 번째 생일에 키는 4피트 6인치(137cm), 몸무게는 94파운드(42.64kg)였다. 6번째 생일에 키는 5피트 2인치(157.48cm)로 어머니보다 1~2인치(2.5~5cm) 작았다. 10번째 생일에 키는 6피트 1인치(185cm), 몸무게는 203파운드(92.08kg)였다. 11살이었던 그녀의 키는 6피트 4인치였다. 15세 생일에 베이츠의 키는 210cm였다. 그녀는 3년 후에 완전한 키에 도달했다. 그녀의 발 길이는 14.2인치(36cm)였다.
스완은 문학과 음악에 뛰어났으며 매우 총명한 것으로 여겨졌다. 또한 연기, 피아노, 성악 공부에도 뛰어났다. 한 연극에서 레이디 맥베스 역을 맡았다.